# غول حيدة الدنبوع (الوضيع)

تعديل مصدري - تعديل

غول حيدة الدنبوع هي إحدى قرى عزلة  الوضيع بمديرية الوضيع التابعة لمحافظة أبين، بلغ تعداد سكانها 106 نسمة حسب تعداد اليمن لعام 2004.